# Мутафчийство
Мутафчийството е занаят, при който се изработват изделия от козинява прежда: торби, чували, дисаги, черги.
Мутафчийството достига висока степен на развитие в средата на XIX в. До Освобождението е разпространен във всички по-големи селища. Най-добре е развит в Панагюрище, където има около 200 мутафчийници с около 1000 майстори, калфи и чираци. Други центрове са Велико Търново, Трявна, Казанлък, Стара Загора, Дупница, Самоков и др.
Изработката на мутафчийски плат преминава през няколко етапа:
- Требене – козината се сортира по дължина и цвят;
- Разчепкване или разбиване на козината;
- Предене на нишка, често с чекрък;
- Тъкане на платно, традиционно на вертикален стан с две кросна.

Инструментите, които се използват са чамшира (за отваряне на уста), тарак (за набиване на вътъка) и метит (за изпъване на плата).
Изработват се постелки (козяк, мн.ч. козяци), завивки, покривала, колани за добитък, торби, чували (прешове ), дисаги и др.
Мутафчийският занаят в България се извършва само от мъже. Насноваването на чуловете става, като основата обикаля около горното и долното кросно и при обикалянето нишките се кръстосват по ред през една, когато минават покрай сложения от едната страна между двете кросна цеп. Кръстосването става, като един път нишката мине под цепа, а след това над цепа. Основната нишка след всяко едно обикаляне се връща обратно. При мутафчийския плат пръчката, около която основните нишки са преметнати, се издърпва и тъканта получава два края.
Цялата номенклатура на изправения мутафчийски стан не е българска, в същината си е турско-персийска. Същото е и при мутафчийския чекрък, на който има възможност да се източват едновременно по две нишки и да се препридат други две. С този чекрък работят само занаятчиите мутафчии.